# Johann Heinrich Schulze
Johann Heinrich Schulze (Colbitz, 1687. május 12. – Halle, 1744. október 10.) német polihisztor, a fényképezés történetének egyik úttörője.

## Élete
Matthias Schulze szabómester tizenegy gyermeke közül kilencedikként született. A helybeli pap felismerte a fiú tehetségét, és saját gyermekeivel együtt külön tanította. Az ő ajánlásával került a hallei egyetemre, ahol a teológia mellett biológiát, filozófiát, földrajztudományt, történelmet, kémiát, régi nyelveket, de főképpen orvostudományt tanult és később olyan szinten művelt, hogy a nagy német polihisztorok egyikének tekintjük. Többször visszatért szülővárosába, ahol beleszeretett pap pártfogójának 14 évvel fiatalabb lányába, és 1719-ben feleségül is vette Johanna Sophie Corvinust. Egy fiuk született: Johann Ludwig Schulze (1734–1799). 1720-tól az altdorfi egyetem anatómia professzora, de közben arra is van ideje, hogy megfejtse az 1424-ben készült nürnbergi koronázási palást addig megfejtetlen feliratait. 1721-ben tagja lett a Német Tudományos Akadémiának (Deutsche Akademie der Naturforscher Leopoldina), 1729-ben a Porosz Tudományos Akadémiának. Miközben nagy tekintélyt szerez az altdorfi egyetemnek, pénzügyi helyzete nem túl kedvező, ezért 1732-ben visszatér a hallei egyetemre. Tudását világszerte elismerik, ezért ő tartja a Szentpétervári Akadémián a könyvnyomtatás 300. évfordulója alkalmából rendezett vitaindító előadást. Egészségi állapota megromlik, és életének 58. évében meghal. Halle város temetőjében nyugszik.

## Tudományos eredménye
Schulze máig maradandó felfedezését 1727-ben tette közzé: kísérletei során megállapította, hogy bizonyos ezüstsóknál (ezüst-klorid, ezüst-nitrát) fény hatására kémiai átalakulás és annak következtében feketedés következik be. Bár a megváltozott állapotot rögzíteni nem tudta, felfedezésével a fényképezés kémiai alapjait rakta le.

## Írásai
- Scotophorus pro phosphoro inventus: seu experimentum curiosum de effectu radiorum solarium. In: Bibliotheca Novissima observationum et recensionum. Ed. J. Chr. Franck, Sectio V, Nr. VII. Halae Magdeburgicae 1719, S. 234-240.
- Scotophorus pro phosphoro inventus, seu experimentum curiosum de effectu radiorum solarium. In: Acta physico-medica, Leopoldina Band 1, 1727, S. 528-532.
- Historia medicinae. A rerum initio ad annum urbis Romae DXXXV deducta ; acced. tabulae aeneae, chronologica et indices copiosi / studio Io. Monath, Lipsiae 1728
- Johann Heinrich Schultzens Abhandlung von der Stein-Chur durch innerliche Artzeneyen überhaupt und insonderheit von der neulich bekannt gewordenen Englischen. Franckfurt 1740 (Digitalizált kiadás  Universitäts- und Landesbibliothek Düsseldorf által)
- Joh. Heinr. Schulzens chemische Versuche. Waysenhaus, Halle 1745 (Digitalizált kiadás)

## Kapcsolódó irodalom
- Julius Leopold Pagel: Schulze, Johann Heinrich. In: Allgemeine Deutsche Biographie (ADB). Band 33, Duncker & Humblot, Leipzig 1891, S. 4 f.
- Hans-Dieter Zimmermann: Johann Heinrich Schulze. In: Neue Deutsche Biographie. Band 23. Berlin 2007, S. 725 f.
- Josef Maria Eder: Quellenschriften zu den frühesten Anfängen der Photographie bis zum XVIII. Jahrhundert. Halle a. d. Saale: Knapp 1913, S. 97-104
- Josef Maria Eder: Johann Heinrich Schulze. Wien: K. K. Graphische Lehr- und Versuchsanstalt 1917
- Wolfram Kaiser, Arina Völker: Johann Heinrich Schulze (1687–1744). Wissenschaftliche Beiträge der Martin-Luther-Universität Halle-Wittenberg 1980/45. Halle (Saale): Abt. Wissenschaftspublizistik der Martin-Luther-Universität 1980